# تسائو سونگ
تسائو سونگ یا سائو سونگ با نام محترم جوگائو، پدر سائو سائو و پسرخواندهٔ خواجه اعظم دربار هان، سائو تنگ بود.